# Krypton (seriál)
Krypton je americký dramatický televizní seriál, natočený na motivy komiksů vydavatelství DC Comics. Jeho autorem je David S. Goyer. Vysílán byl v letech 2018–2019 na stanici Syfy, celkem vzniklo 20 dílů rozdělených do dvou řad.

## Příběh
Město Kandor na planetě Krypton je ohrožováno mimozemským Brainiacem, o čemž nemá nikdo tušení. Vedení města je zkorumpované a nutí fanaticky uctívat náboženskou postavu zvanou Hlas Raa (v originále Voice of Rao). Do čela skupiny, která chce Kandor zachránit, se postaví mladý Seg-El, jemuž muž z budoucnosti z jiné planety, Adam Strange, prozradí, že Segův vnuk, Kal-El, bude na jeho planetě nadějí tamního lidu, Supermanem. Seg-El chce zároveň získat zpět původní postavení rodiny Elů, která po popravě Segova dědečka Val-Ela ztratila čest, byla ostrakizována, zostuzena a její příslušníci se stali členy podřadné třídy. Ve druhé řadě seriálu se povstalci snaží porazit generála Dru-Zoda, který brutálně ovládl celý Krypton.

## Obsazení
- Cameron Cuffe jako Seg-El
- Georgina Campbell jako Lyta-Zod
- Shaun Sipos jako Adam Strange
- Elliot Cowan jako Daron-Vex
- Ann Ogbomo jako Jayna-Zod
- Aaron Pierre jako Dev-Em
- Rasmus Hardiker jako Kem
- Wallis Day jako Nyssa-Vex
- Blake Ritson jako Brainiac
- Ian McElhinney jako Val-El
- Colin Salmon jako generál Dru-Zod
- Hannah Waddingham jako Jax-Ur / Sela-Sonn (2. řada, v 1. řadě jako host)

## Vysílání
| Řada | Díly | Premiéra v USA  | Premiéra v USA  | Premiéra v ČR     | Premiéra v ČR  |
| Řada | Díly | První díl       | Poslední díl    | První díl         | Poslední díl   |
| ---- | ---- | --------------- | --------------- | ----------------- | -------------- |
| 1    | 10   | 21. března 2018 | 23. května 2018 | 19. června 2018   | 21. srpna 2018 |
| 2    | 10   | 12. června 2019 | 14. srpna 2019  | 16. července 2019 | 17. září 2019  |

Pilotní díl seriálu byl uveden 21. března 2018. Jeden den před závěrečnou epizodou první řady, tedy 22. května 2018, oznámila stanice Syfy, že objednala druhou sérii, jejíž úvodní díl byl odvysílán 12. června 2019. Poslední epizoda druhé série byla uvedena 14. srpna 2019 a o dva dny později stanice Syfy oznámila, že seriál po dvou řadách zrušila.